# 1 000 kilomètres de Silverstone 1984
Navigation
Édition précédente Édition suivante
Les 1 000 kilomètres de Silverstone 1984 (officiellement appelé le Grand Prix International 1000 km), disputées le 13 mai 1984 sur le Circuit de Silverstone ont été la deuxième manche du Championnat du monde des voitures de sport 1984.

## La course

### Classement de la course
Voici le classement officiel au terme de la course,,.
- Les premiers de chaque catégorie du championnat du monde sont signalés par un fond jaune.
- Pour la colonne Pneus, il faut passer le curseur au-dessus du modèle pour connaître le manufacturier de pneumatiques.
- Les voitures ne réussissant pas à parcourir 75% de la distance du gagnant sont non classées (NC).

| Pos  | Classe   | no  | Écurie                         | Pilotes                                             | Châssis                             | Pneus | Tours | Temps                     |
| Pos  | Classe   | no  | Écurie                         | Pilotes                                             | Moteur                              | Pneus | Tours | Temps                     |
| ---- | -------- | --- | ------------------------------ | --------------------------------------------------- | ----------------------------------- | ----- | ----- | ------------------------- |
| 1    | C1       | 1   | Rothmans Porsche               | Jochen Mass Jacky Ickx                              | Porsche 956                         | D     | 212   | 5 h 5min 21 s 200         |
| 1    | C1       | 1   | Rothmans Porsche               | Jochen Mass Jacky Ickx                              | Porsche Type-935 2,6 l Flat-6 Turbo | D     | 212   | 5 h 5min 21 s 200         |
| 2    | C1       | 7   | New Man Joest Racing           | Klaus Ludwig Henri Pescarolo                        | Porsche 956                         | D     | 210   | + 2 tours                 |
| 2    | C1       | 7   | New Man Joest Racing           | Klaus Ludwig Henri Pescarolo                        | Porsche Type-935 2,6 l Flat-6 Turbo | D     | 210   | + 2 tours                 |
| 3    | C1       | 55  | Skoal Bandit Porsche Team      | Rupert Keegan Guy Edwards                           | Porsche 956                         | Y     | 207   | + 5 tours                 |
| 3    | C1       | 55  | Skoal Bandit Porsche Team      | Rupert Keegan Guy Edwards                           | Porsche Type-935 2,6 l Flat-6 Turbo | Y     | 207   | + 5 tours                 |
| 4    | C1       | 5   | Martini Lancia                 | Mauro Baldi Paolo Barilla                           | Lancia LC2                          | D     | 206   | + 6 tours                 |
| 4    | C1       | 5   | Martini Lancia                 | Mauro Baldi Paolo Barilla                           | Ferrari 308C 3,0 l V8 Turbo         | D     | 206   | + 6 tours                 |
| 5    | C1       | 14  | GTi Engineering / Canon Racing | Jonathan Palmer Jan Lammers                         | Porsche 956                         | D     | 203   | + 9 tours                 |
| 5    | C1       | 14  | GTi Engineering / Canon Racing | Jonathan Palmer Jan Lammers                         | Porsche Type-935 2,6 l Flat-6 Turbo | D     | 203   | + 9 tours                 |
| 6    | C1       | 11  | Porsche Kremer Racing          | Franz Konrad David Sutherland                       | Porsche 956                         | D     | 202   | + 10 tours                |
| 6    | C1       | 11  | Porsche Kremer Racing          | Franz Konrad David Sutherland                       | Porsche Type-935 2,6 l Flat-6 Turbo | D     | 202   | + 10 tours                |
| 7    | C1       | 6   | Jolly Club                     | Beppe Gabbiani Pierluigi Martini                    | Lancia LC2                          | D     | 201   | + 11 tours                |
| 7    | C1       | 6   | Jolly Club                     | Beppe Gabbiani Pierluigi Martini                    | Ferrari 308C 3,0 l V8 Turbo         | D     | 201   | + 11 tours                |
| 8    | C1       | 33  | Skoal Bandit Porsche Team      | David Hobbs Thierry Boutsen                         | Porsche 956                         | Y     | 199   | + 13 tours                |
| 8    | C1       | 33  | Skoal Bandit Porsche Team      | David Hobbs Thierry Boutsen                         | Porsche Type-935 2,6 l Flat-6 Turbo | Y     | 199   | + 13 tours                |
| 9    | C1       | 12  | Schornstein Racing Team        | Volkert Merl Dieter Schornstein "John Winter"       | Porsche 956                         | D     | 198   | + 14 tours                |
| 9    | C1       | 12  | Schornstein Racing Team        | Volkert Merl Dieter Schornstein "John Winter"       | Porsche Type-935 2,6 l Flat-6 Turbo | D     | 198   | + 14 tours                |
| 10   | C1       | 2   | Rothmans Porsche               | Stefan Bellof Derek Bell                            | Porsche 956                         | D     | 195   | + 17 tours                |
| 10   | C1       | 2   | Rothmans Porsche               | Stefan Bellof Derek Bell                            | Porsche Type-935 2,6 l Flat-6 Turbo | D     | 195   | + 17 tours                |
| 11   | C1       | 19  | Brun Motorsport                | Walter Brun Vern Schuppan                           | Porsche 956                         | D     | 192   | + 20 tours                |
| 11   | C1       | 19  | Brun Motorsport                | Walter Brun Vern Schuppan                           | Porsche Type-935 2,6 l Flat-6 Turbo | D     | 192   | + 20 tours                |
| 12   | C2       | 81  | Jolly Club                     | Almo Coppelli Davide Pavia (de) Marco Vanoli (de)   | Alba AR2 (de)                       | A     | 188   | + 24 tours                |
| 12   | C2       | 81  | Jolly Club                     | Almo Coppelli Davide Pavia (de) Marco Vanoli (de)   | Giannini Carma FF 1,9 l I4 Turbo    | A     | 188   | + 24 tours                |
| 13   | C1       | 46  | Pierre Yver                    | Pierre Yver Bernard de Dryver                       | Rondeau M382                        | D     | 186   | + 26 tours                |
| 13   | C1       | 46  | Pierre Yver                    | Pierre Yver Bernard de Dryver                       | Ford Cosworth DFL 3,3 l V8 Atmo     | D     | 186   | + 26 tours                |
| 14   | C2       | 82  | Maurizio Gellini               | Maurizio Gellini Pasquale Barberio Gerardo Vatielli | Alba AR3                            | A     | 186   | + 26 tours                |
| 14   | C2       | 82  | Maurizio Gellini               | Maurizio Gellini Pasquale Barberio Gerardo Vatielli | Ford Cosworth DFL 3,3 l V8 Atmo     | A     | 186   | + 26 tours                |
| 15   | C1       | 35  | Procar Automobil AG            | Clemens Schickentanz Huub Rothengatter              | Sehcar C830                         | D     | 179   | + 33 tours                |
| 15   | C1       | 35  | Procar Automobil AG            | Clemens Schickentanz Huub Rothengatter              | Porsche Type-935 2,6 l Flat-6 Turbo | D     | 179   | + 33 tours                |
| 16   | C1       | 21  | Charles Ivey Racing            | John Cooper Dudley Wood Barry Robinson (de)         | Grid S2                             | A     | 178   | + 34 tours                |
| 16   | C1       | 21  | Charles Ivey Racing            | John Cooper Dudley Wood Barry Robinson (de)         | Porsche Type-930 3,0 l Flat-6 Turbo | A     | 178   | + 34 tours                |
| 17   | C1       | 13  | Primagaz Team Cougar           | Yves Courage Alain de Cadenet                       | Cougar C01B                         | M     | 177   | + 35 tours                |
| 17   | C1       | 13  | Primagaz Team Cougar           | Yves Courage Alain de Cadenet                       | Ford Cosworth DFL 3,3 l V8 Atmo     | M     | 177   | + 35 tours                |
| 18   | C2       | 79  | ADA Engineering                | Ray Taft Ian Harrower Tom Dodd-Noble (de)           | ADA 01                              | A     | 173   | + 40 tours                |
| 18   | C2       | 79  | ADA Engineering                | Ray Taft Ian Harrower Tom Dodd-Noble (de)           | Ford Cosworth DFV 3,0 l V8 Atmo     | A     | 173   | + 40 tours                |
| 19   | B        | 102 | Jürgensen Racing               | Edgar Dören Walter Mertes                           | BMW M1                              | ?     | 170   | + 43 tours                |
| 19   | B        | 102 | Jürgensen Racing               | Edgar Dören Walter Mertes                           | BMW M88/1 3,5 l I6 Atmo             | ?     | 170   | + 43 tours                |
| 20   | B        | 100 | Rolf Göring                    | Rolf Göring Mario Ketterer (de) Hans-Jörg Dürig     | BMW M1                              | D     | 168   | + 45 tours                |
| 20   | B        | 100 | Rolf Göring                    | Rolf Göring Mario Ketterer (de) Hans-Jörg Dürig     | BMW M88/1 3,5 l I6 Atmo             | D     | 168   | + 45 tours                |
| 21   | C1       | 34  | Team Australia                 | Peter Brock Larry Perkins                           | Porsche 956                         | D     | 162   | + 51 tours                |
| 21   | C1       | 34  | Team Australia                 | Peter Brock Larry Perkins                           | Porsche Type-935 2,6 l Flat-6 Turbo | D     | 162   | + 51 tours                |
| 22   | IMSA GTX | 131 | Vittorio Coggiola              | "Victor" Gianni Giudici Gianni Mussato              | Porsche 935                         | ?     | 154   | + 59 tours                |
| 22   | IMSA GTX | 131 | Vittorio Coggiola              | "Victor" Gianni Giudici Gianni Mussato              | Porsche Type-930 3.2 L Turbo Flat-6 | ?     | 154   | + 59 tours                |
| NC   | C1       | 65  | John Bartlett                  | John Bartlett John Brindley Steve Kempton (pl)      | Lola T610 (en)                      | D     | 138   | + 75 tours                |
| NC   | C1       | 65  | John Bartlett                  | John Bartlett John Brindley Steve Kempton (pl)      | Ford Cosworth DFL 3,3 l V8 Atmo     | D     | 138   | + 75 tours                |
| NC   | C2       | 70  | Spice-Tiga Racing              | Gordon Spice Ray Bellm Neil Crang                   | Tiga GC84                           | A     | 65    | + 147 tours               |
| NC   | C2       | 70  | Spice-Tiga Racing              | Gordon Spice Ray Bellm Neil Crang                   | Ford Cosworth DFL 3,3 l V8 Atmo     | A     | 65    | + 147 tours               |
| NC   | C1       | 16  | GTi Engineering                | Richard Lloyd (en) Nick Mason                       | Porsche 956                         | D     | 65    | + 147 tours               |
| NC   | C1       | 16  | GTi Engineering                | Richard Lloyd (en) Nick Mason                       | Porsche Type-935 2,6 l Flat-6 Turbo | D     | 65    | + 147 tours               |
| Abd. | C1       | 18  | Obermaier Racing GmbH          | Hervé Regout Jürgen Lässig George Fouché            | Porsche 956                         | D     | 201   | Perte de roue             |
| Abd. | C1       | 18  | Obermaier Racing GmbH          | Hervé Regout Jürgen Lässig George Fouché            | Porsche Type-935 2,6 l Flat-6 Turbo | D     | 201   | Perte de roue             |
| Abd. | C1       | 9   | Brun Motorsport                | Oscar Larrauri Massimo Sigala                       | Porsche 956                         | D     | 180   | Moteur                    |
| Abd. | C1       | 9   | Brun Motorsport                | Oscar Larrauri Massimo Sigala                       | Porsche Type-935 2,6 l Flat-6 Turbo | D     | 180   | Moteur                    |
| Abd. | C2       | 77  | Ecurie Ecosse                  | Mike Wilds David Duffield                           | Ecosse C284                         | A     | 177   | Embrayage                 |
| Abd. | C2       | 77  | Ecurie Ecosse                  | Mike Wilds David Duffield                           | Ford Cosworth DFV 3,0 l V8 Atmo     | A     | 177   | Embrayage                 |
| Abd. | C2       | 86  | Mazdaspeed                     | Yojiro Terada Pierre Dieudonné                      | Mazda 727C                          | D     | 151   | Fuite d'huile             |
| Abd. | C2       | 86  | Mazdaspeed                     | Yojiro Terada Pierre Dieudonné                      | Mazda 13B 1,3 l 2-Rotor             | D     | 151   | Fuite d'huile             |
| Abd. | B        | 117 | Strandell Racing               | Kenneth Leim Tomas Wiren                            | Porsche 930                         | ?     | 114   | Turbo                     |
| Abd. | B        | 117 | Strandell Racing               | Kenneth Leim Tomas Wiren                            | Porsche Type-930 3,3 l Flat-6 Turbo | ?     | 114   | Turbo                     |
| Abd. | IMSA GTP | 88  | Ark Racing                     | Max Payne Chris Ashmore                             | Ceekar 83J                          | A     | 106   | Perte de roue             |
| Abd. | IMSA GTP | 88  | Ark Racing                     | Max Payne Chris Ashmore                             | Ford Cosworth BDX 2,0 l I4 Atmo     | A     | 106   | Perte de roue             |
| Abd. | C1       | 31  | Aston Martin Lagonda Ltd.      | Richard Attwood John Sheldon David Salmon           | Nimrod NRA/C2B                      | A     | 103   | Moteur                    |
| Abd. | C1       | 31  | Aston Martin Lagonda Ltd.      | Richard Attwood John Sheldon David Salmon           | Aston Martin DP1229 5,3 l V8 Atmo   | A     | 103   | Moteur                    |
| Abd. | B        | 107 | Raymond Bountinaud             | Raymond Bountinaud Philippe Renault Gilles Guinand  | Porsche 928S                        | ?     | 100   | Moteur                    |
| Abd. | B        | 107 | Raymond Bountinaud             | Raymond Bountinaud Philippe Renault Gilles Guinand  | Porsche 4,7 l V8 Atmo               | ?     | 100   | Moteur                    |
| Abd. | C2       | 99  | JQF Engineering Ltd.           | Jeremy Rossiter (en) Roy Baker François Duret       | Tiga GC84                           | A     | 88    | Roulement de roue arrière |
| Abd. | C2       | 99  | JQF Engineering Ltd.           | Jeremy Rossiter (en) Roy Baker François Duret       | Ford Cosworth BDT 1,8 l I4 Turbo    | A     | 88    | Roulement de roue arrière |
| Abd. | B1       | 109 | Helmut Gall                    | Helmut Gall Ulli Richter Max Cohen-Olivar           | BMW M1                              | D     | 66    | Moteur                    |
| Abd. | B1       | 109 | Helmut Gall                    | Helmut Gall Ulli Richter Max Cohen-Olivar           | BMW M88/1 3,5 l I6 Atmo             | D     | 66    | Moteur                    |
| Abd. | C1       | 4   | Martini Lancia                 | Riccardo Patrese Bob Wollek                         | Lancia LC2                          | D     | 56    | Bougie                    |
| Abd. | C1       | 4   | Martini Lancia                 | Riccardo Patrese Bob Wollek                         | Ferrari 308C 3,0 l V8 Turbo         | D     | 56    | Bougie                    |
| Abd. | C1       | 38  | Dorset Racing                  | John Williams Richard Jones (de) Mark Galvin (de)   | Dome RC82                           | D     | 46    | Soupape                   |
| Abd. | C1       | 38  | Dorset Racing                  | John Williams Richard Jones (de) Mark Galvin (de)   | Ford Cosworth DFL 3,3 l V8 Atmo     | D     | 46    | Soupape                   |
| Abd. | C1       | 32  | Aston Martin Lagonda Ltd.      | Ray Mallock Drake Olson (en)                        | Nimrod NRA/C2B                      | A     | 41    | Fuite d'huile             |
| Abd. | C1       | 32  | Aston Martin Lagonda Ltd.      | Ray Mallock Drake Olson (en)                        | Aston Martin DP1229 5,3 l V8 Atmo   | A     | 41    | Fuite d'huile             |
| Abd. | IMSA GTP | 132 | Lyncar Motorsports Inc.        | Les Blackburn Richard Down Costas Los               | Lyncar MS83                         | A     | 39    | Moteur                    |
| Abd. | IMSA GTP | 132 | Lyncar Motorsports Inc.        | Les Blackburn Richard Down Costas Los               | Hart 420R 2,0 l I4                  | A     | 39    | Moteur                    |
| DSQ† | C2       | 74  | Scorpion Racing Services       | Eddie Arundel James Weaver John Jellinek (de)       | Arundel C200                        | A     | 34    | Disqualifié               |
| DSQ† | C2       | 74  | Scorpion Racing Services       | Eddie Arundel James Weaver John Jellinek (de)       | Ford Cosworth DFV 3,0 l V8 Atmo     | A     | 34    | Disqualifié               |
| Abd. | C2       | 72  | Gebhardt Motorsport            | Frank Jelinski Bob Evans                            | Gebhardt JC842                      | A     | 26    | Moteur                    |
| Abd. | C2       | 72  | Gebhardt Motorsport            | Frank Jelinski Bob Evans                            | BMW M12/7 2,0 l I4 Atmo             | A     | 26    | Moteur                    |
| Abd. | B        | 111 | Charles Ivey Racing            | Paul Smith (de) Paul Haas Margie Smith-Haas         | Porsche 930                         | A     | 19    | Moteur                    |
| Abd. | B        | 111 | Charles Ivey Racing            | Paul Smith (de) Paul Haas Margie Smith-Haas         | Porsche Type-930 3,3 l Flat-6 Turbo | A     | 19    | Moteur                    |
| Abd. | C2       | 80  | Jolly Club                     | Carlo Facetti Martino Finotto                       | Alba AR2 (de)                       | A     | 17    | Boite de vitesses         |
| Abd. | C2       | 80  | Jolly Club                     | Carlo Facetti Martino Finotto                       | Giannini Carma FF 1,9 l I4 Turbo    | A     | 17    | Boite de vitesses         |
| Abd. | B        | 101 | Jens Winther Castrol           | Jens Winther Jens Winther, Jr. David Mercer         | BMW M1                              | A     | 6     | Culasse                   |
| Abd. | B        | 101 | Jens Winther Castrol           | Jens Winther Jens Winther, Jr. David Mercer         | BMW M88/1 3,5 l I6 Atmo             | A     | 6     | Culasse                   |
| Np.  | B        | 114 | Lateste Racing (de)            | Michel Lateste (de) Michel Bienvault                | Porsche 930                         | ?     | -     |                           |
| Np.  | B        | 114 | Lateste Racing (de)            | Michel Lateste (de) Michel Bienvault                | Porsche Type-930 3,3 l Flat-6 Turbo | ?     | -     |                           |
| Np.  | IMSA GTX | 130 | Tuff Kote Dinol Racing         | Jan Lundgårdh                                       | Porsche 935 L1                      | ?     | -     |                           |
| Np.  | IMSA GTX | 130 | Tuff Kote Dinol Racing         | Jan Lundgårdh                                       | Porsche Type-930 2,9 l Flat-6 Turbo | ?     | -     |                           |

† - La Arundel C200 n°74 de l'écurie Scorpion Racing Services a été disqualifié pendant la course pour avoir reçu une assistance technique alors qu'elle était toujours sur la piste.

## Pole position et record du tour
- Pole position :  Riccardo Patrese (#4 Martini Racing) en 1 min 13 s 840
- Meilleur tour en course :  Jochen Mass (#1 Rothmans Porsche) en 1 min 16 s 760

## À noter
- Longueur du circuit : 4,719 km
- Distance parcourue par les vainqueurs : 1 000,342 km